# Psychotria ossaeana
Psychotria ossaeana är en måreväxtart som beskrevs av Ignatz Urban. Psychotria ossaeana ingår i släktet Psychotria och familjen måreväxter. Inga underarter finns listade i Catalogue of Life.